# Defenders du District de Columbia
Stade
Maillots
Champion 2025
Saison en cours
Les Defenders du District de Columbia (en abrégé Defenders de D.C., en anglais : D.C. Defenders) sont une équipe professionnelle américaine de football américain basée à Washington dans le District de Columbia.
Fondée le 5 décembre 2018, elle joue initialement dans la division Est lors de la saison 2020 et dans la division Nord pour la saison suivante de la ligue mineure XFL.
En 2024, elle intègre la conférence XFL de la United Football League (UFL), nouvelle ligue mineure de printemps en football américain.
Les propriétaires des équipes de cette ligue sont la Fox Corporation (50%), Dany Garcia, Dwayne Johnson et la RedBird Capital Partners (50%) et elles sont gérées par la société Alpha Acquico de Dwayne Johnson et la Fox Corporation.
L'équipe joue ses matchs à domicile au Audi Field de Washington.

## Histoire
Le 5 décembre 2018, Washington (district de Columbia) est annoncée comme l'une des huit villes qui rejoindraient la ligue mineur XFL nouvellement réformée, en compagnie des villes de Seattle, Houston, Los Angeles, New York, Tampa Bay et Dallas.
Le 21 février 2019, l'équipe engage Pep Hamilton, qui était entraîneur assistant de l'équipe de football américain des Wolverines du Michigan, en tant que premier entraîneur principal et directeur général de l'équipe de Washington. Hamilton est un ancien élève de l'Université Howard et était familier avec le commissaire de la XFL, Oliver Luck, grâce au travail d'Hamilton avec son fils Andrew Luck, quarterback de la NFL. Le nom et le logo de l'équipe sont révélés le 21 août 2019 et les uniformes le 3 décembre 2019.
Le 15 octobre 2019, les Defenders annoncent que le premier joueur de l'histoire de l'équipe est le quarterback des Buckeyes d'Ohio State, Cardale Jones (en). Plus tard dans la journée, les Defenders sélectionnent le wide receiver Rashard Davis en premier choix de la draft 2020 de la XFL. Celui-ci ayant ensuite signé avec les Titans du Tennessee en NFL, il ne jouera jamais pour les Defenders.
Le 8 février 2020, les Defenders remportent le premier match de leur histoire dans la XFL en battant 31 à 19 les Dragons de Seattle. Après la cinquième journée du championnat, la XFL annonce l'annulation de la saison 2020 à la suite de la pandémie de COVID-19. L'équipe termine sa première saison avec un bilan de trois victoires pour deux défaites.
Le 10 avril 2020, la XFL suspend ses opérations.

### Fusion USFL/XFL
En septembre 2023, le site journalistique Axios relate que la XFL est en négociations avancées avec l'USFL pour fusionner les deux ligues avant le début de leurs saisons 2024 respectives, ce qui est confirmé par ces deux ligues le 28 septembre 2023, tout en précisant que les détails autour de la fusion seront dévoilés plus tard. En octobre 2023, la XFL enregistre officiellement la marque déposée « United Football League » et le 30 novembre 2023, Dany Garcia (actionnaire majoritaire de la XFL) annonce sur sa page Instagram que les ligues ont reçus les autorisations nécessaires à la fusion et que les plans pour une "saison combinée" débutant le 30 mars 2024 sont en train d'être finalisés.
La fusion est annoncée officiellement sur la chaîne Fox le 31 décembre 2023, les huit équipes composant la nouvelle ligue étant annoncées le lendemain, transformant les deux ligues en conférences distinctes.

## Identité visuelle

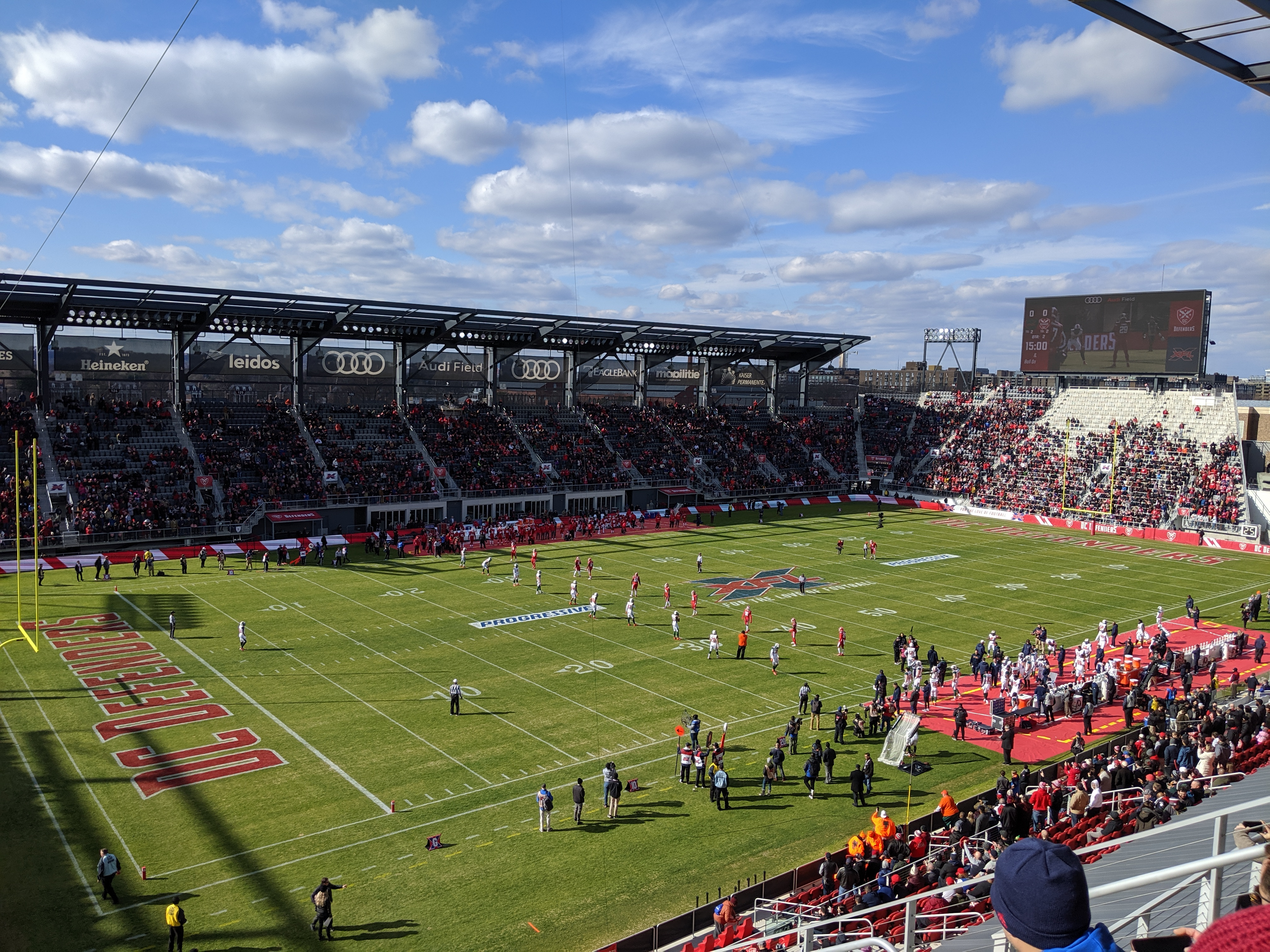
1er match des Defenders en XFL (février 2020).
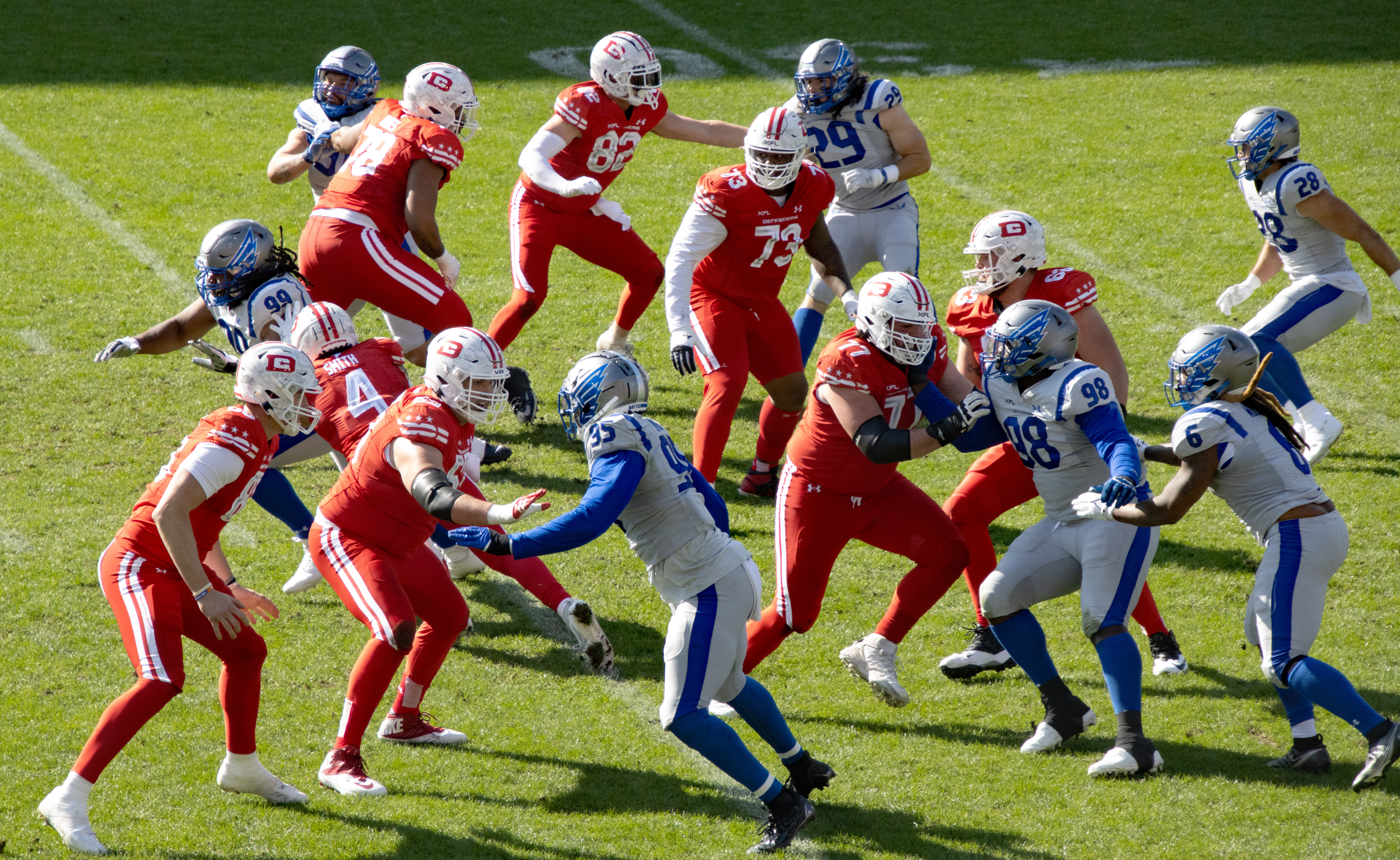
Contre St. Louis en 2023.

## Palmarès
| Saison        | Ligue         | Entraîneur         | Saison régulière | Saison régulière | Saison régulière | Saison régulière | Saison régulière | Saison régulière | Saison régulière | Saison régulière                                            | Phase finale |
| ------------- | ------------- | ------------------ | ---------------- | ---------------- | ---------------- | ---------------- | ---------------- | ---------------- | ---------------- | ----------------------------------------------------------- | --- |
| Saison        | Ligue         | Entraîneur         | Nb               | V                | D                | N                | %                | +                | -                | Classement                                                  | Phase finale |
| 2020          | XFL           | Pep Hamilton (en)  | 05               | 3                | 2                | 0                | 60,0             | 082              | 089              | 1re Division Est                                            | La XLF met fin à la saison à la suite de la pandémie de Covid-19 après 5 matchs                                                                    |
| 2023          | XFL           | Reggie Barlow (en) | 10               | 9                | 1                | 0                | 90,0             | 298              | 240              | 1re Division Mord                                           | Victoire 37-21 lors du match de division contre les Sea Dragons de Seattle Défaite 26-35 en finale du championnat contre les Renegades d'Arlington |
| 2024          | UFL           | Reggie Barlow (en) | 10               | 4                | 6                | 0                | 40,0             | 209              | 251              | 3e conférence XLF                                           | Non qualifiés |
| Totaux        | Totaux        | Totaux             | 25               | 16               | 9                | 0                | 64               | 589              | 580              | 0 titre, 2 matchs de phase finale (1 victoire et 1 défaite) | 0 titre, 2 matchs de phase finale (1 victoire et 1 défaite)                                                                                        |
| Totaux en UFL | Totaux en UFL | Totaux en UFL      | 10               | 4                | 6                | 0                | 40,0             | 209              | 251              | 0 titre, 0 matchs de phase finale                           | 0 titre, 0 matchs de phase finale |
| Totaux en XFL | Totaux en XFL | Totaux en XFL      | 15               | 12               | 3                | 0                | 75,0             | 380              | 329              | 0 titre, 2 matchs de phase finale (1 victoire et 1 défaite) | 0 titre, 2 matchs de phase finale (1 victoire et 1 défaite)                                                                                        |

## Records de franchise
| Statistique                                                 | Joueur               | Record          | Saison    |
| ----------------------------------------------------------- | -------------------- | --------------- | --------- |
| Yards gagnés à la passe                                     | Jordan Ta'amu (en)   | 3 514 yards     | 2023-2024 |
| Nombre de touchdowns à la passe                             | Jordan Ta'amu (en)   | 27              | 2023-2024 |
| Yards gagnés à la course                                    | Abram Smith (en)     | 788 yards       | 2023-2024 |
| Touchdonw à la course                                       | Abram Smith (en)     | 7               | 2023-2024 |
| Yards gagnés en réception                                   | Chris Blair (en)     | 594 yards       | 2023      |
| Touchdowns en réception                                     | Alex Ellis (en)      | 6               | 2023-2024 |
| Nombre de réceptions                                        | Lucky Jackson (en)   | 36              | 2023      |
| Nombre d'interceptions                                      | Michael Joseph (en)  | 4               | 2023-2024 |
| Nombre de plaquages                                         | Francis Bernard (en) | 73              | 2023-2024 |
| Nombre de sacks                                             | Francis Bernard (en) | 7               | 2023-2024 |
| Bilan par entraîneur                                        | Reggie Barlow (en)   | 13/20 victoires | 2023-2024 |
| Note : Record au total des saisons jouées dans la franchise |                      |                 |           |